# クリスチャン・アイエンガ
クリスチャン・アイエンガ（Christian Eyenga）ことクリスチャン・アイエンガ・モエンゲ（Christian Eyenga Moenge、1989年6月22日 - ）は、コンゴ民主共和国のキンシャサ出身のバスケットボール選手。ポジションはシューティングガード、スモールフォワード。198cm、95kg。クリスティアン・エジェンガと表記される事もある。

## 来歴
2009年スーペルコパスラムダンクコンテストで優勝。2009年のNBAドラフト1巡目30位でクリーブランド・キャバリアーズに指名された。2010年7月23日、キャバリアーズと2年200万ドルの契約（3年目、4年目のオプションあり）を結んだ。11月18日にNBAデベロップメントリーグのエリー・ベイホークスに送られた。2011年1月2日、キャバリアーズに呼び戻され同日NBAデビューを果たした。
2012年3月15日、レイモン・セッションズと共にジェイソン・カポノ、ルーク・ウォルトン、ドラフト1巡指名権とのトレードでロサンゼルス・レイカーズに移籍した。
2012年8月10日、トレードでオーランド・マジックに移籍した。
2013年、ポーランドリーグのZielona Góraと契約を結んだ。